# 百合ドリル
『百合ドリル』（ゆりドリル）とは、KADOKAWAより発売されている、奥たまむし原案による百合アンソロジーコミックである。書籍はMFCキューンシリーズのレーベルで発行されている。

## 概要
百合ドリルは「～の百合を表現せよ」というお題に対して、１ページの漫画やイラストで回答していくドリル形式の百合トレーニングを1冊にまとめたアンソロジーコミックである。奥たまむしが個人サイト上で始めた企画が原案となっている。
2018年3月に第1弾が発売され、即重版される話題作となった。同時期に『明るい記憶喪失』『となりの吸血鬼さん』などを購入すると描き下ろし百合ドリルカードがプレゼントされるフェアが開催された。
2019年2月には「難問編」と「応用編」が同時発売、2020年1月には「自由研究編」が発売された。
収録されている作品は全て描き下ろしである。

## 第1弾
2018年3月26日発売。前述の通り、「～の百合を表現せよ」というお題に対して、１ページの漫画やイラストで回答していくドリル形式となっている。カバーイラストは奥たまむしが手がけた。

### 収録内容
学生百合
| - 雪子 - 黄井ぴかち - はちこ | - 野中友 - 森永みるく - げしゅまろ | - Tiv - 天野しゅにんた | - もちオーレ - タジマ粒子 |

同棲百合
| - 河合朗 - 安田剛助 - 黄井ぴかち | - べにしゃけ - 高崎ゆうき - アジイチ | - 天野しゅにんた - しの - むく | - もちオーレ - くるくる姫 - 二階堂幸 |

姉妹百合
| - 伊藤ハチ - 河合朗 - 黄井ぴかち - 雪子 | - ちさこ - みかん氏 - こるり | - むく - 昆布わかめ - 天野しゅにんた | - もちオーレ - 野中友 - majoccoid |

年の差百合
| - 遠山えま - 伊藤ハチ - 黄井ぴかち - majoccoid | - 河合朗 - 広瀬まどか - しの | - めの - 野中友 - 高崎ゆうき | - もちオーレ - 天野しゅにんた - ばにら棒 |

社会人百合
| - majoccoid - 安田剛助 - 黄井ぴかち | - コダマナオコ - フライ - しの | - みかん氏 - ちさこ | - もちオーレ - 天野しゅにんた |

ファンタジー百合
| - 伊藤ハチ - 菅野マナミ - 雪子 - 安田剛助 | - こるり - 黄井ぴかち - 昆布わかめ - みかん氏 | - べにしゃけ - 野中友 - 天野しゅにんた - タジマ粒子 | - もちオーレ - むく - 二階堂幸 |

幼なじみ百合
| - 黄井ぴかち - コダマナオコ - 伊藤ハチ - 河合朗 | - 雪子 - 安田剛助 - みかん氏 - 広瀬まどか | - げしゅまろ - べにしゃけ - 天野しゅにんた - タカダフミ子 | - みなみ - もちオーレ - 菅野マナミ |

先輩×後輩百合
| - 雪子 - 河合朗 - 黄井ぴかち | - 竹嶋えく - 昆布わかめ - 広瀬まどか | - 天野しゅにんた - めの - もちオーレ | - しの - みなみ - ハル犬 |

最高に興奮する百合
| - 原悠衣 - アジイチ - コダマナオコ - 黄井ぴかち | - 雪子 - みかん氏 - めの - 二階堂幸 | - 天野しゅにんた - もちオーレ - 野中友 - べにしゃけ | - こるり - 森永みるく - ならば |

## 第2弾 難問編
2019年2月27日発売。第1弾と同様の形式で、設問がより高難度となっている。カバーイラストは雪子が手がけた。

### 収録内容
学生百合
| - 雪子 - 相崎うたう - 黄井ぴかち | - はちこ - みかん氏 | - 広瀬まどか - 深山おから | - まつだひかり - 天野しゅにんた |

大人の百合
| - コダマナオコ - 安田剛助 | - 黄井ぴかち - はちこ | - 相崎うたう - ちさこ | - みかん氏 - 天野しゅにんた |

キスのある百合
| - 黄井ぴかち - 河合朗 | - 相崎うたう - 安田剛助 | - 広瀬まどか - 竹嶋えく | - 天野しゅにんた - はちこ |

吸血鬼百合
| - 河合朗 - 嵩乃朔 - 黄井ぴかち | - 相崎うたう - majoccoid | - タカダフミ子 - はるかわ陽 | - くるくる姫 - 天野しゅにんた |

いけないとわかっているけど…な百合
| - 伊藤ハチ - コダマナオコ - はるかわ陽 | - 黄井ぴかち - majoccoid - 雪子 | - 安田剛助 - 相崎うたう - 竹嶋えく | - 河合朗 - 天野しゅにんた - くるくる姫 |

本当にあった百合
| - 相崎うたう - 黄井ぴかち | - めの - 天野しゅにんた | - majoccoid - 広瀬まどか | - くるくる姫 |

バトル百合
| - 平尾アウリ - 黄井ぴかち - めの | - 相崎うたう - majoccoid - しの | - くるくる姫 - 昆布わかめ | - 天野しゅにんた - 綿桐さや |

となりのお姉さんとなにかする百合
| - 雪子 - 伊藤ハチ - 黄井ぴかち - ちさこ | - 相崎うたう - majoccoid - しの - 河合朗 | - 天野しゅにんた - 深山おから - はちこ | - くるくる姫 - みかん氏 - 奥たまむし |

ベットにおける（※敷き布団も可）百合
| - みかん氏 - 黄井ぴかち - 相崎うたう | - 雪子 - 竹嶋えく | - 天野しゅにんた - 焔すばる | - しの - 綿桐さや |

未来の百合
| - 天野しゅにんた - コダマナオコ - 黄井ぴかち | - 相崎うたう - 安田剛助 - めの | - 雪子 - 伊藤ハチ | - まつだひかり - くるくる姫 |

後世に残したい尊き百合
| - 缶乃 - 黄井ぴかち | - 天野しゅにんた - くるくる姫 | - 広瀬まどか | - 相崎うたう |

## 第3弾 応用編
2019年2月27日発売。回答者がお題を1ページの漫画で表現し、それを応用した短編漫画も執筆している。カバーイラストは雪子が手がけた。

### 収録内容
学生百合
- 嵩乃朔

同棲百合
- 伊藤ハチ

姉妹百合
- 安田剛助
- 河合朗
- みかん氏

年の差百合
- コダマナオコ
- はるかわ陽

社会人百合
- 天野しゅにんた

ファンタジー百合
- タカダフミ子
- 黄井ぴかち

幼なじみ百合
- 雪子
- めの
- 広瀬まどか
- しの

先輩×後輩百合
- 焔すばる

最高に興奮する百合
- majoccoid

## 第4弾 自由研究編
2020年1月27日発売。回答者の一番好きな百合をお題に、それぞれが4ページの漫画と1枚のイラストを執筆している。カバーイラストはみかん氏が手がけた。

### 収録内容
認めたくはないが
- みかん氏

女の子とえっちがしたい女
- 昆布わかめ

おねロリ百合
- 伊藤ハチ

フェチズム許容百合
- 雪子

旅行
- 二階堂幸

教師と生徒の百合
- くずしろ

年の差百合
- 春日沙生

姉妹百合
- 白玉もち

犬猿の仲（敵同士）だった2人の密着求め合い
- 黄井ぴかち

大きい後輩と小さい先輩
- ツナミノユウ

寂しがり姉妹百合
- むく

ボーイッシュ百合
- 河合朗

ライバル百合
- ゆりかご

年の差百合 JK×教師パターン
- 東河みそ

片想いの相手は友だち百合
- 井上とさず

ロリおね
- いうのす

親子百合
- 中村たいやき

「なんで私と付き合ってくれてるんだろう?」って思いあってる百合
- 雪尾ゆき

犬猿の仲百合
- SheepD

強くて弱い女の子×弱くて強い女の子
- 天野しゅにんた

## 書誌情報
- 『百合ドリル』 KADOKAWA〈MFCキューンシリーズ〉 2018年3月26日発売　ISBN 978-4-04-069785-7
- 『百合ドリル 難問編』 KADOKAWA〈MFCキューンシリーズ〉 2019年2月27日発売　ISBN 978-4-04-065415-7
- 『百合ドリル 応用編』 KADOKAWA〈MFCキューンシリーズ〉 2019年2月27日発売　ISBN 978-4-04-065416-4
- 『百合ドリル 自由研究編』 KADOKAWA〈MFCキューンシリーズ〉 2020年1月27日発売　ISBN 978-4-04-064288-8
- 『百合ドリル 沼編』 KADOKAWA〈MFCキューンシリーズ〉 2021年3月27日発売　ISBN 978-4-04-680342-9